# Elkton (Oregón)
Elkton es una ciudad ubicada en el condado de Douglas en el estado estadounidense de Oregón. En el año 2000 tenía una población de 147 habitantes y una densidad poblacional de 339.9 personas por km².

## Geografía
Elkton se encuentra ubicada en las coordenadas 43°38′11″N 123°34′5″O / 43.63639, -123.56806.

## Demografía
Según la Oficina del Censo en 2000 los ingresos medios por hogar en la localidad eran de $27,188, y los ingresos medios por familia eran $34,792. Los hombres tenían unos ingresos medios de $30,313 frente a los $16,875 para las mujeres. La renta per cápita para la localidad era de $15,385. Alrededor del 24.7% de la población estaban por debajo del umbral de pobreza.